# Gustav Richter (Maler)

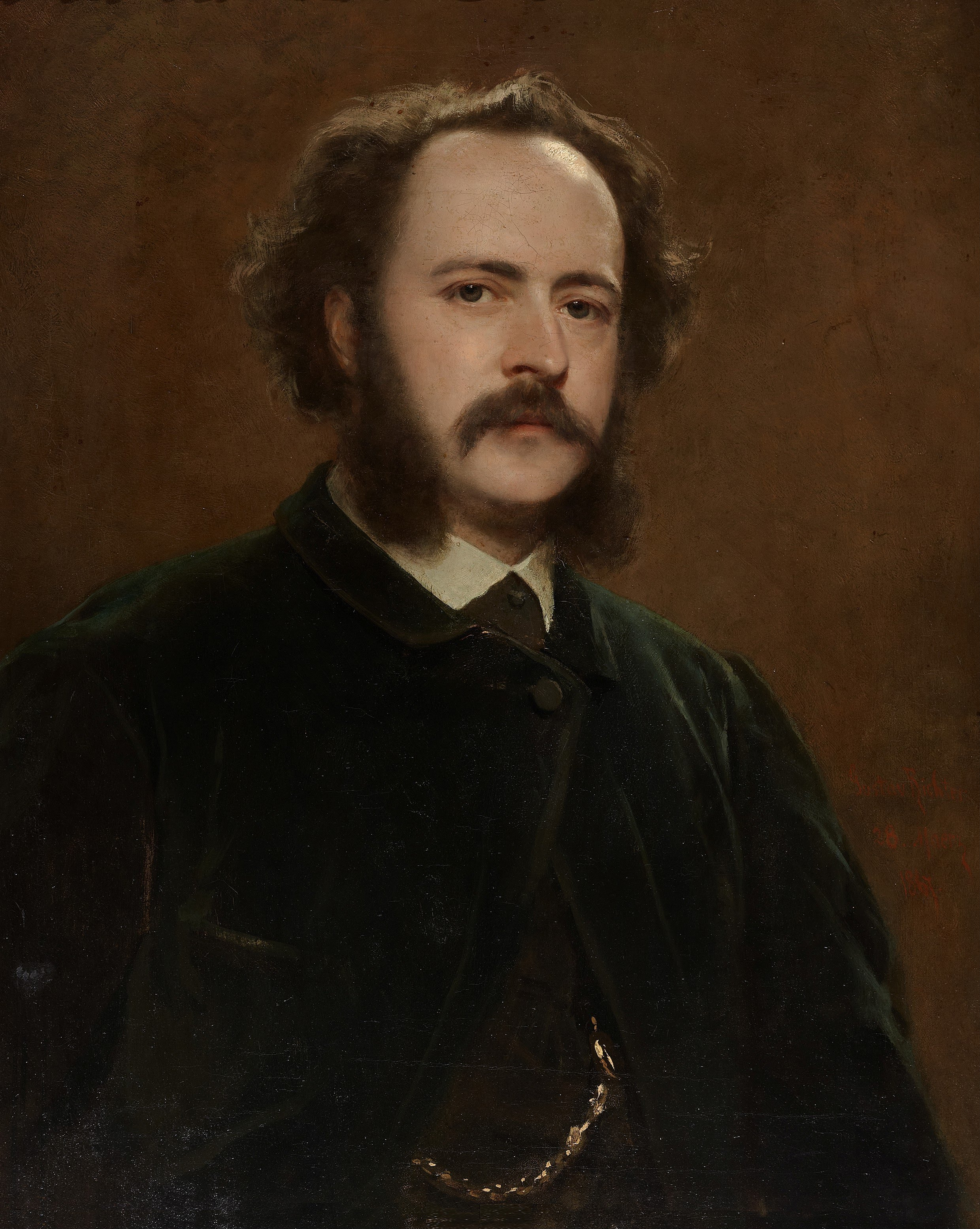
Selbstbildnis 1867

Gustav Karl Ludwig Richter (* 3. August 1823 in Berlin; † 3. April 1884 ebenda) war ein deutscher Genre-,  Historien-, Orient- und Porträtmaler sowie Lithograf.

## Leben
Gustav Richter war ein Sohn des Zimmermeisters Friedrich Gustav Richter und dessen Ehefrau Caroline Dorothea Richter, geborene Maus.
Er absolvierte ein Studium bei Eduard Holbein an der Berliner Kunstakademie. 1844 ging er für zwei Jahre nach Paris, wo er ein Schüler von Léon Cogniet an der École nationale supérieure des beaux-arts wurde. Von dort aus kam er 1847 nach Rom, von wo aus er zahlreiche Aquarelle mit Szenen aus dem römischen Volksleben in die Heimat schickte. Er kehrte 1849 nach Berlin zurück. Bald nach seiner Rückkehr bekam er den Auftrag, als Mitarbeiter des Historienmalers Robert Müller (1808–1854) und gemeinsam mit Gustav Heidenreich Friese und Fresken für das Neue Museum nach stereochromischer Manier nach den Vorlagen Müllers anzufertigen. Für den Nordischen Saal schuf Richter den Baldur, die Walküren und die Walhalla.
1861 ging er im Auftrag König Maximilian II. von Bayern nach Ägypten, um Studien für das von diesem für das Maximilianeum in München bestellte Bild des Pyramidenbaues zu machen. In Konstantinopel malte er das Porträt von Sultan Abdülaziz. 1865 nahm er an einem Treffen des Vereins der Berliner Künstler teil, und in den Jahren 1872 bis 1874 hielt er sich in Livadia auf, der Sommerresidenz des Zaren Alexander II. auf der Krim. Hier fertigte er unter anderem Gemälde von Nikolaus Alexandrowitsch Romanow (etwa im Alter von 5 oder 6 Jahren), später Zar Nikolaus II., von Marie Pawlowna von Mecklenburg, der Braut Wladimir Alexandrowitschs, und der Großfürstin Marija Alexandrowna Romanowa, der Braut des Herzogs Alfred von Edinburgh. Im Jahr 1875 porträtierte er den Fürsten Hans Heinrich XI. von Hochberg-Pless in der Uniform des Oberstjägermeisters und 1877 Kaiser Wilhelm I., ebenfalls in ganzer Figur. Ein weiteres Porträt zeigt den Maler Eduard Hildebrandt.

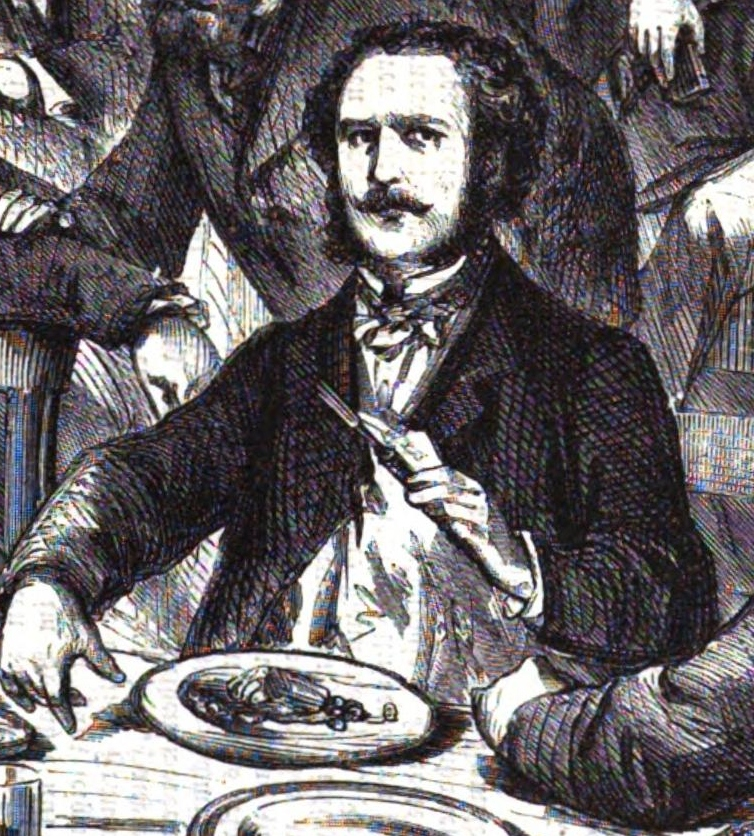
Gustav Richter 1865, Grafik von Ludwig Löffler.

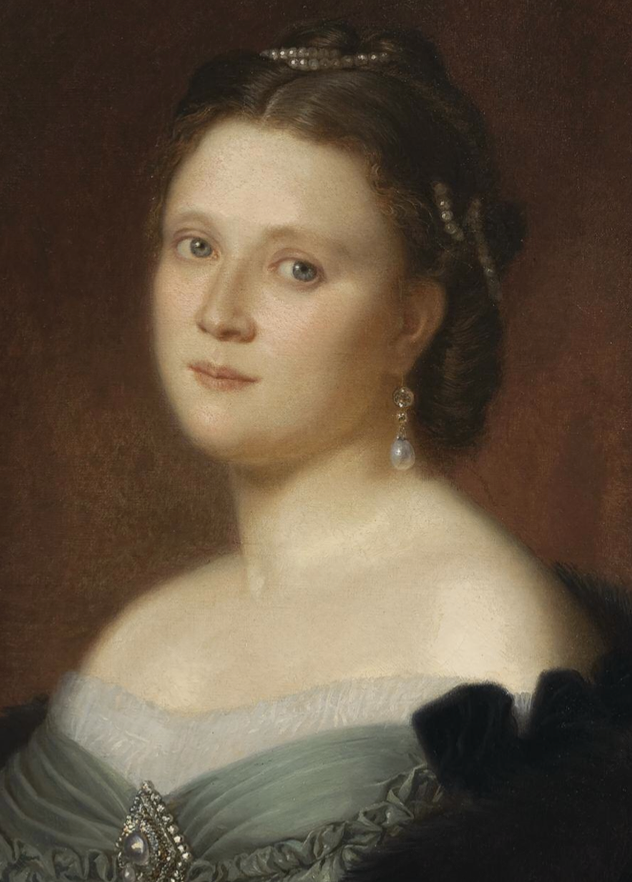
Maria Alexandrovna (um 1872)
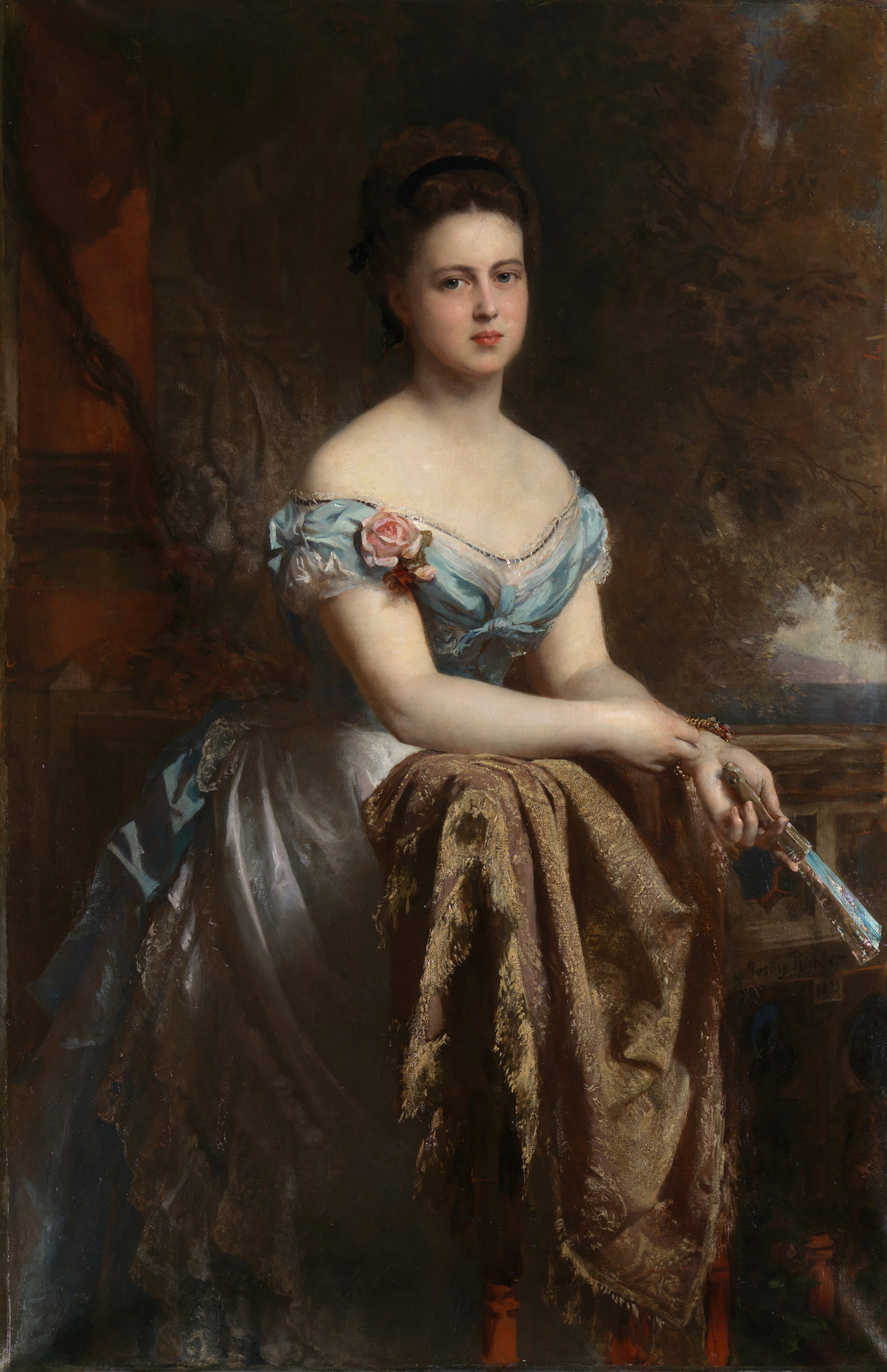
Maria Alexandrovna (1873)
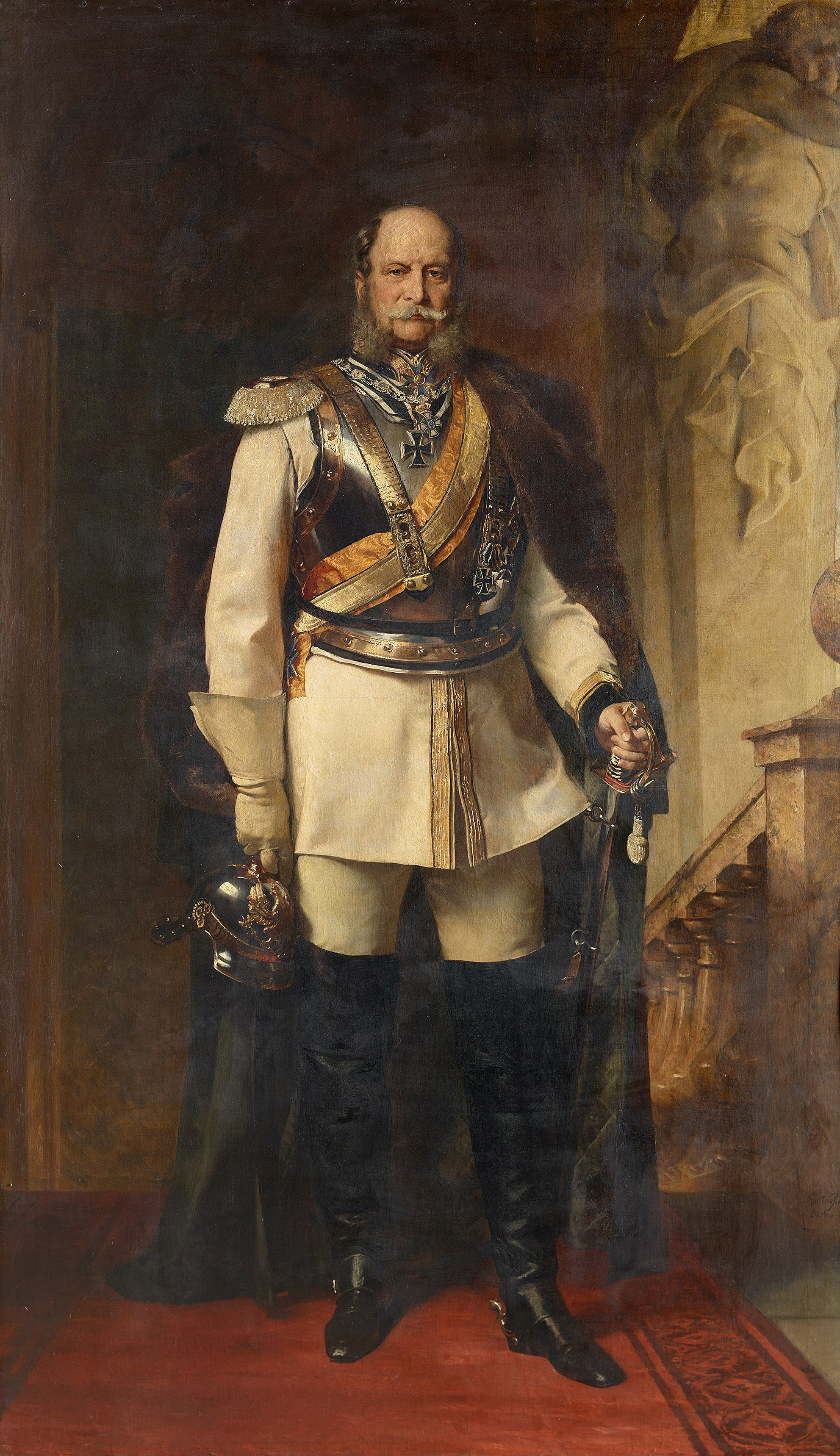
Kaiser Wilhelm I. (1877)
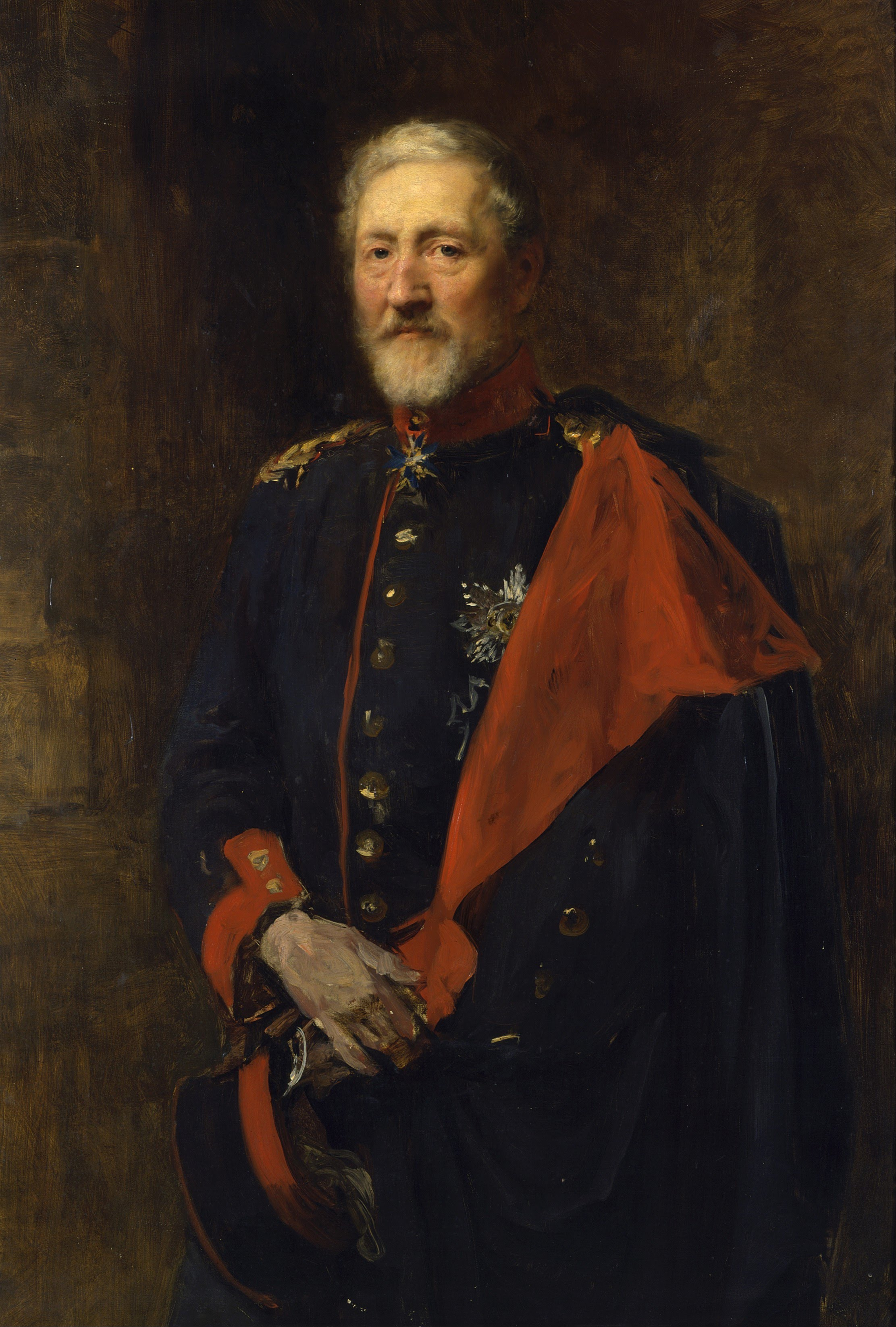
General Graf von Blumenthal (1883)

Durch das Bildnis seiner Schwester Dorothea erlangte er in der akademischen Kunstausstellung viel Aufmerksamkeit und das Gemälde Auferweckung von Jairi Töchterlein (1856, Alte Nationalgalerie in Berlin) vergrößerte sein Ansehen. Dieses von König Friedrich Wilhelm IV. und dessen Frau Elisabeth sehr geschätzte Bild wurde vor seiner Überführung in die Nationalgalerie auf mehreren Wohltätigkeitsveranstaltungen gezeigt. So war es beispielsweise im Saal des Palais der Familie des Juristen Max Siegfried Borchardt in der Französischen Straße 32 zu sehen. Dies berichtete der Maler Felix Borchardt 1927 in seinen Lebenserinnerungen Im Siebenmeilenschritt  – Erinnerungen eines Malers, der das Bild als „Die Erweckung der Tochter des Jairus“ bezeichnet.
Richter entfaltete sich im Sinn der Düsseldorfer Malerschule, entwickelte jedoch einen für die damalige Zeit ungewöhnlichen Kolorismus und bildete dann später sein Kolorit noch reicher aus. Er erkrankte an der Gicht, die seinen Körper allmählich derart schädigte, dass er die Palette an der Staffelei anbringen musste, da er nicht mehr in der Lage war, sie in der linken Hand zu halten. Obwohl es ihm nur noch mit viel Mühe gelang den Pinsel zu führen, war er noch bis kurz vor seinem Tod als Maler aktiv. Kurz nach seinem Tod wurde sein künstlerischer Nachlass und zahlreiche seiner Werke aus öffentlichem und privatem Besitz 1884 in der Berliner Nationalgalerie in einer Gedächtnisausstellung gezeigt.

## Weitere Werke (Auswahl)

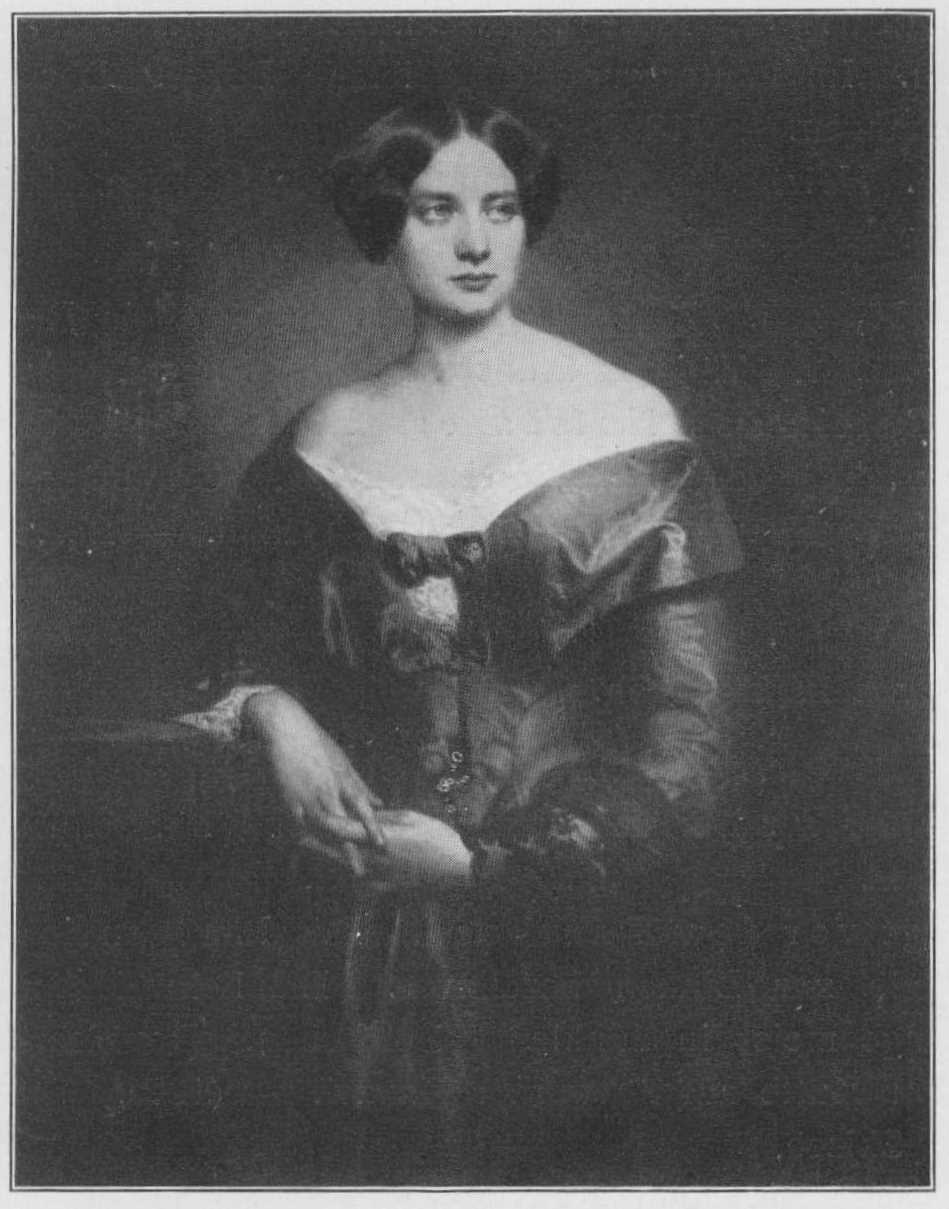
Dorothea Kraus (1852)
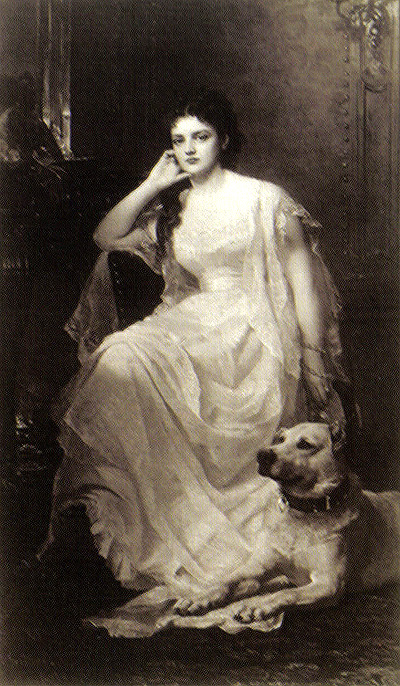
Fürstin Carolath (1875)
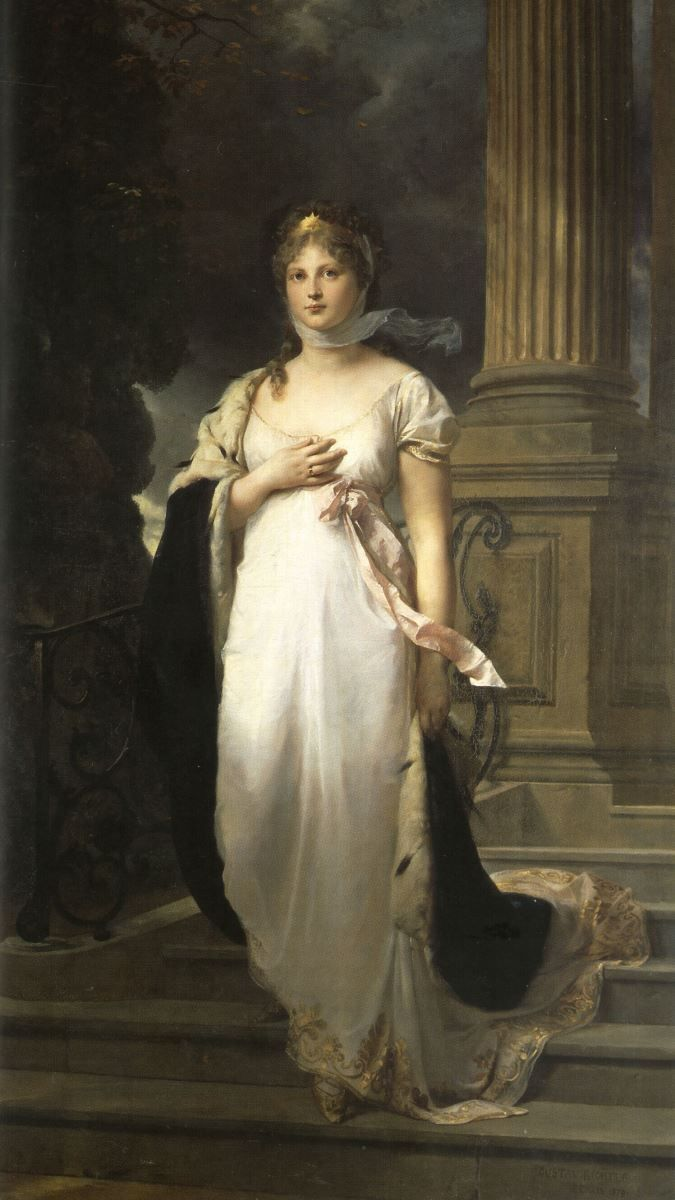
Koenigin Luise (1879)
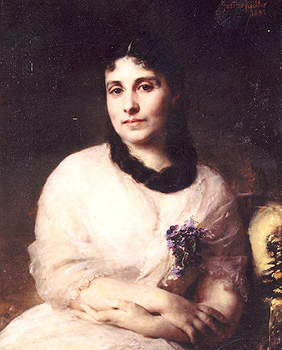
Cornelie Richter (1884)

Populär waren seine Studienköpfe, Brustbilder und Familiengruppen. An dem großen Bild der Bau der ägyptischen Pyramiden arbeitete er insgesamt 13 Jahre lang bis 1873. Das Wandbild wurde bei einem Bombenangriff 1944 zerstört. Besonders gelobt wurden seine weiblichen Porträts, von denen das der Königin Luise in zahlreichen Reproduktionen wiedergegeben wurde. Ein Teil der orientalischen Studien wurde in Holzschnitten in dem zweibändigen Werk Ägypten in Bild und Wort des Ägyptologen Georg Ebers wiedergegeben.
- Die Ägypterin
- Der neapolitanische Fischerknabe
- Die Odaliske
- Mädchen aus der Krim
- Mutterglück
- 1872: Bau der ägyptischen Pyramiden
- 1872: Bildnis der Fürstin Carolath (Elisabeth zu Carolath-Beuthen)
- 1879: Bildnis der Königin Luise (Wallraf-Richartz-Museum zu Köln)
- 1878: Bildnis der Kaiserin Augusta (Augusta von Sachsen-Weimar-Eisenach), und der Gräfin Károlyi hervorzuheben sind.
- Bildnis der Gräfin Károlyi
- Bildnis der Cornelie Richter, geb. Meyerbeer (Märkisches Museum, Berlin)

## Ehrungen (Auswahl)
- 1852: goldene Medaille für das Gemälde seiner Schwester Dorothea
- November 1856: Ein Fest ihm zu Ehren durch den Berliner Künstlerverein[8]
- Richter war königlicher Professor und seit 1860 Mitglied der Berliner Akademie der Künste[9]
- Ehrenmitglied der Kunstakademien in Wien und Manchen[8]
- 1864: Kleine und große goldene Medaille in der Kunstausstellung Berlin[8]
- Goldene Medaillen in Brüssel und München[8]
- Medaille 2. Klasse in Paris und Wien[8]
- 1882: Ritter des Ordens Pour le Mérite[10]

## Familie

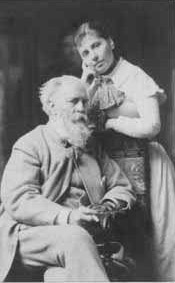
Ehepaar Richter, im Atelier des Malers [1880]

Richter war seit 1866 mit Cornelie (geborene Meyerbeer; 1842–1922) verheiratet, einer Tochter des Komponisten Giacomo Meyerbeer. Das Paar hatte mehrere Kinder:
- Gustav Richter d. J. (1869–1943) wurde ebenfalls Maler und Essayist
- Raoul Richter (1871–1912), wurde Philosoph
- Reinhold Richter (1874–1946), wurde Jurist
- Hans Richter (1876–1955), wurde Offizier

Richters Schwester Dorothea († 1911) war mit dem Maler Friedrich Kraus (1826–1894) verheiratet.

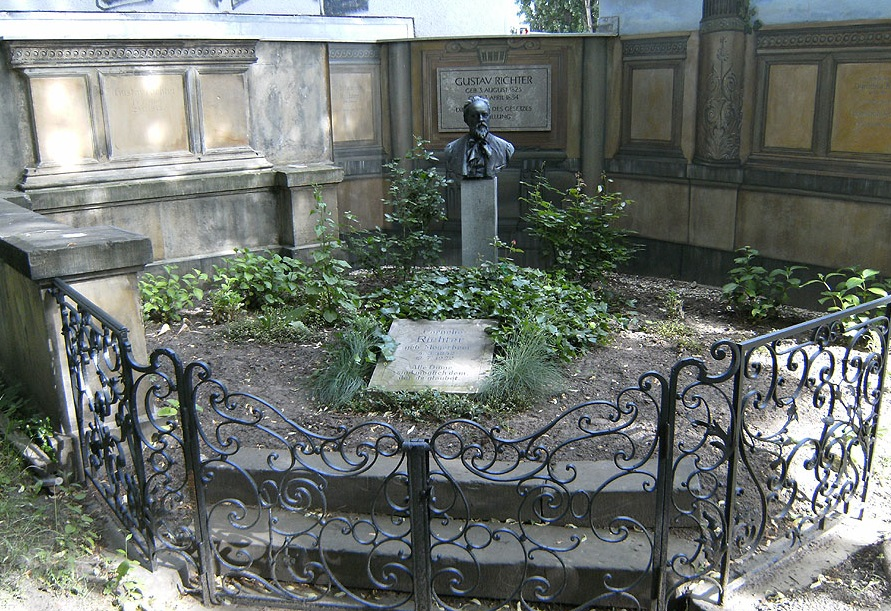
Grab der Familie Richter

Richter wurde im Familiengrab auf dem Alten St.-Matthäus-Kirchhof beigesetzt. Sein aufwändiges Erbbegräbnis wurde durch ein von den Architekten Hermann Ende und Wilhelm Böckmann entworfenes Grabdenkmal geschmückt. Dessen Bauplastik schuf der Bildhauer Otto Lessing und die zugehörige Porträtbüste schuf der Bildhauer Reinhold Begas. Das in den 1960er-Jahren stark beschädigte Grabdenkmal wurde 2013 durch Spendengelde, auch von Nachkommen, durch den EFEU e. V. mit Fassadengestaltung und Abguss der Büste in Beton modern restauriert. Der Name seiner Schwester und ihres Mannes sind nun „in memoriam“ angebracht, weil auch sie beide auf diesem Friedhof bestattet waren. Das Gitter wurde 2014 restauriert.